# Yasin Mudatir
Yasin Mudatir –en árabe, ياسين مدثر– (nacido el 29 de julio de 1988) es un deportista marroquí que compite en judo. Ganó seis medallas en el Campeonato Africano de Judo entre los años 2010 y 2017.

## Palmarés internacional
| Campeonato Africano | Campeonato Africano       | Campeonato Africano | Campeonato Africano |
| Año                 | Lugar                     | Medalla             | Categoría           |
| ------------------- | ------------------------- | ------------------- | ------------------- |
| 2010                | Yaundé (Camerún)          | Medalla de oro      | –60 kg              |
| 2012                | Agadir (Marruecos)        | Medalla de oro      | –60 kg              |
| 2013                | Maputo (Mozambique)       | Medalla de oro      | –60 kg              |
| 2014                | Puerto Louis (Mauricio)   | Medalla de bronce   | –60 kg              |
| 2015                | Libreville (Gabón)        | Medalla de oro      | –60 kg              |
| 2017                | Antananarivo (Madagascar) | Medalla de bronce   | –60 kg              |